# Leptochilus eburneopictus
Leptochilus eburneopictus är en stekelart som först beskrevs av Kostylev 1935.  Leptochilus eburneopictus ingår i släktet Leptochilus och familjen Eumenidae. Inga underarter finns listade i Catalogue of Life.